# Brabantia

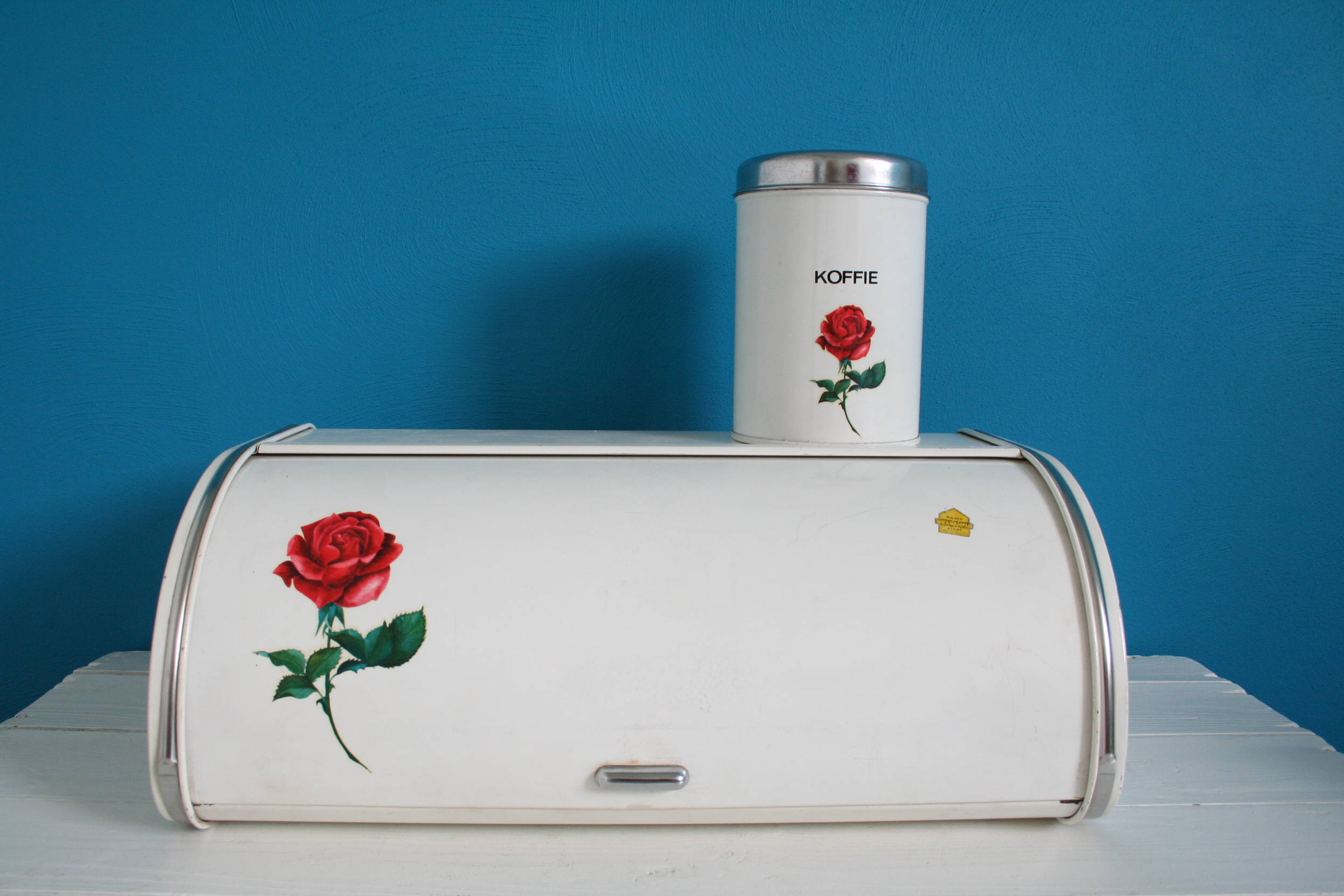
Broodtrommel en voorraadbus met dessin

Brabantia is een familiebedrijf uit 1919 met het hoofdkantoor in de Noord-Brabantse plaats Valkenswaard. De onderneming ontwikkelde zich als metaalwarenfabriek in Aalst. Daar werden vooral na 1945 onder de merknaam 'Brabantia' gebruiksvoorwerpen voor in het huishouden gemaakt. Sinds 1999 vindt de productie elders plaats.

## Geschiedenis
In 1919 nam de grossier in koloniale waren Johannes Marinus van Elderen in Aalst een blikwarenfabriek over en zette deze voort onder de naam Van Elderen & Co., met 15 werknemers. Men begon met de productie van melkbussen, kannen, kolenkitten, zeven en trechters, naast onder meer sigarenblikjes. Vanaf 1930 werd het bedrijf toeleverancier van onder meer Philips. Voor Philips werden behuizingen van radiotoestellen vervaardigd. In 1925 bedroeg het personeelsbestand in het sterk uitgebreide bedrijfscomplex (10.000 m²) al 125 personen. In 1930 werd de naam Van Elderen & Co gewijzigd in: Metaalwarenfabriek Brabantia firma Van Elderen & Co. en vanaf omstreeks 1941 werd vooral de naam Brabantia gebezigd. Dat is het Latijnse woord voor Brabant.
Na de Tweede Wereldoorlog kwam het zwaartepunt steeds meer te liggen bij huishoudelijke artikelen. Keukentrappen, strijkplanken, voorraadbussen, broodtrommels en dergelijke kwamen sinds 1950 in productie. In 1952 werden de eerste pedaalemmers geproduceerd. Niet lang daarna werd een bestaande machinefabriek in Valkenswaard overgenomen , de Van Best fabriek, die al loonwerk voor Brabantia verrichtte en als zelfstandig bedrijf binnen het concern bleef bestaan. Verdere economische groei zorgde voor ruimtegebrek en het bedrijf besloot in 1959 om twee nieuwe fabrieken te bouwen met elk aparte productielijnen. De opening van deze fabrieken vond plaats in 1960. Het aantal werknemers in Valkenswaard bedroeg op dat moment tweehonderd , eind jaren zestig groeide dat aantal tot ruim zevenhonderd.
In 1965 werd een fabriek in Overpelt geopend, terwijl in hetzelfde jaar de Eerste Groninger Apparaten- en Metaalwarenfabriek (EGAM) te Roden werd overgenomen. De export nam toe tot een kwart van de totale productie. Vier jaar later (1969) werd het iconische Patrice-print geïntroduceerd, ontworpen door Patricia van Uden. Het dessin met bruine en fuchsia bloemen op een oranje achtergrond groeide al snel uit tot een seventies-icoon. In 1972 werd de eerste droogmolen geproduceerd. 
In 1985 werd de Brabantia kurkentrekker Classic geïntroduceerd waarvan er miljoenen werden verkocht. In 2006 werd de eerste droogmolen die aan de muur bevestigd kon worden op de markt gebracht, de Wallfix. Ook kledingrekken en sinaasappelpersen kwamen in het assortiment.
In 2019 verwierf Brabantia het predicaat Koninklijke ter gelegenheid van de honderdste verjaardag. In dit jaar werd in het Waalres Museum een tentoonstelling aan het bedrijf gewijd. Dit museum beheert ook de Brabantiacollectie, waarin een groot aantal producten van Brabantia is samengebracht.

## Productgroepen

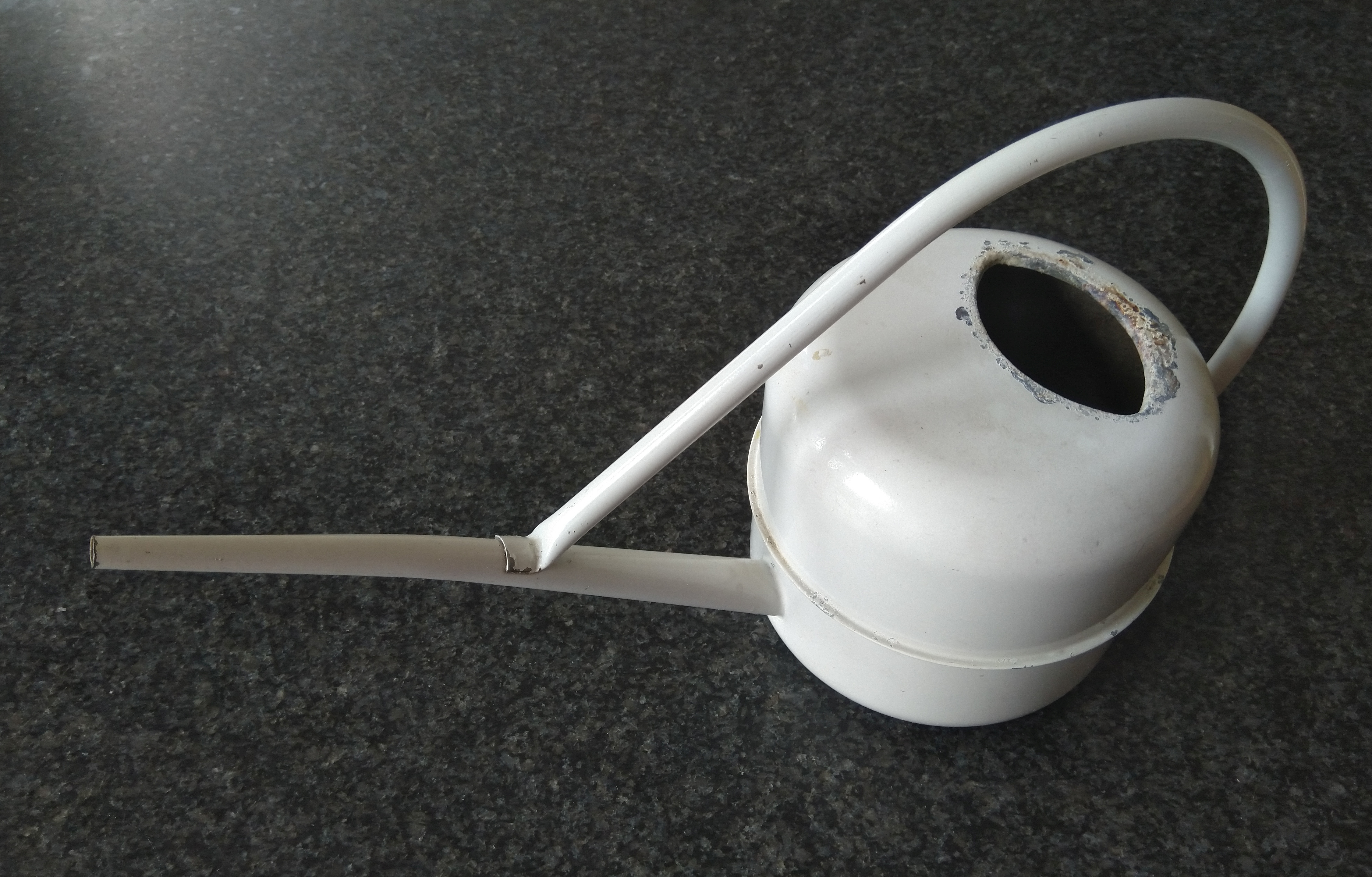
Gieter uit tweede helft 20e eeuw

Brabantia kent vier productgroepen:
- Afval verzamelen
- Wassen en strijken
- Keuken en koken
- Badkamer en toilet

## Productie
In 2022 beschikte Brabantia over drie fabrieken, en wel in Overpelt (België), Talsi (Letland) en Zhuhai (China), evenals een assemblage- en afwerkingsfabriek in Bristol (Engeland). De fabriek in Aalst is kort voor 1999 afgestoten en het omvangrijke terrein werd herontwikkeld onder de naam Brabantiapark. Er verrezen appartementen en de straten herinneren met namen als blikslagerij, chromerij, stamperij en knipperij aan de werkzaamheden die hier ooit plaatsvonden.

## Overnames
- In 2017 heeft Brabantia Holding het Eindhovense designlabel Dutchdeluxes overgenomen. Dit bedrijf levert wereldwijd onder meer broodplanken, dienbladen, ovenwanten en lederen schorten voor het topsegment van de markt.
- Eind 2021 werd het Spaanse merk Lékué overgenomen. Dit levert allerlei keukenbenodigdheden, vaak vervaardigd uit siliconen.